# Dirty Dancing: Havana Nights
Dirty Dancing: Havana Nights er et amerikansk romantisk drama fra 2004, der er instrueret af Guy Ferland. Filmen er sen selvstændig efterfølger til block-buster-hittet Dirty Dancing fra 1987 med nogenlunde samme plot, men med nye omgivelser, da filmen foregår på Cuba i tiden op til den cubanske revolution omkring 1960'erne. Filmen fik tildelt en 11. plads på Entertainment Weekly's Top 25 Worst Sequels Ever Made i 2006. Filmen blev optaget i Puerto Rico og lavet om til at ligne Cuba. Det meste af filmen er optaget i den del af San Juan, Old San Juan, der var en koloni og som var en meget populært tilholdssted for puertoricanere og velbesøgt turistområde. For at opnå og bevare stedets æstetiske udseende af Cuba før revolutionen, fik producerne gjort det muligt for Old Sean Juan-besøgende at parkere i en underjordiske parkeringsplads, så der ikke ville være nogen moderne biler, parkeret på gaderne under optagelserne. Ingen af hovedrollerne Romola Garai eller Diego Luna havde nogen form for professionel dansetræning. Før optagelserne begyndte, havde skuespillerne tilbragt ti uger i Puerto Rico, hvor de trænede 8 timer hver dag med produceren JoAnn Fregalette Jansen og med fire yderligere dansere/koregrafer. 

## Handling
Katey Miller, hendes forældre og hendes lillesøster, Susie flytter til Cuba under perioden før udbruddet af den cubanske revolution, da Kateys far bliver forfremmet i sit job hos Ford. Som den flittige bogorm som Katie er, er hun ikke særlig glad for tanken om at flytte til et andet land i hendes sidste år i skolen, da hun har planlagt at gå på det anerkendte Radcliffe College; selvom resten af hendes familie ser ud til nyde at være på Cuba. Efter at være blevet installeret på et hotel i Cuba mødes Katey med adskillige andre rige og unge amerikanere, inklusive James Phelps, som er søn til Kateys fars chef, ved hotellets pool, hvor hun bliver forfærdet, da en af de unge piger fornærmer en unge tjener, da han ved et uheld kommer til at vælte deres drinks. Katey forsøger efterfølgende at undskylde over for tjeneren – Javier -, som arbejder på hotellet for at få penge til sin familie, fordi hun har det dårligt med den måde, de unge behandlede ham på, men han afviser hende. 
Katey ser om aftenen en film, hvor hendes mor og far danser til en dansekonkurrence og ønsker at hun var lige så god som dem. Hun og hendes far danser kort sammen. Efter den næste dag i skolen, spørger James om Katey vil med til fest i countryklubben om lørdagen og hun siger ja til invitationen. Imens Katey går hjem fra skole ser hun den unge tjener, Javier, danse på gaden sammen med mange andre mennesker, og hun bliver dybt fascineret af den løsslupne og anderledes dansestil. Da Javier opdager hende, tilbyder han at følge hende hjem. På vejen stopper de op og lytter til et gadeband, da politiet dukker op og stopper Javier, imens Katey løber sin vej. 
Den næste dag forsøger Katey i hotellets dansestudie at efterligne nogle af de dansetrin, hun så på gaden. Javiers ser hende øve sig og inviterer hende med til at se rigtige dansere danse lørdag aften i den cubanske danseklub "La Rosa Negra", men da hun fortæller at hun allerede skal til fest i countryklubben, bliver Javier fornærmet og går, da han finder det underligt at hun viser stor interesse for den cubanske dans, men alligevel tager til standarddans i countryklubben.
Om lørdagen dukker Katey op i en sexet kjole, som hun har lånt af den latinamerikanske tjenerinde, Yolanda, på hotellet, en kjole, der tydeligvis imponerer James til festen i countryklubben. Katey får i løbet af aftenen overtalt James til at tage hen til "La Rosa Negra", hvor de mødes af mange par, der står tæt og danser meget passioneret op ad hinanden, inklusiv Javier. Igen ses Kateys dybe fascination af denne anderledes og meget passioneret dans. Javier kommer op og inviterer Katey ud og danse, imens James bliver siddende i baren. Efter Javier og Katey har danset, introducere Javier Katey for "Kongen og Dronningen af La Rosa Negra", som er et par, der får gulvet for dem selv, når de danser, fordi de danser så godt. I mellemtiden, ser man hvordan James bliver antastet af Javiers bror, som fortæller at de snart vil sparke alle amerikanere ud af Cuba. Javier træder nu til og stopper diskussionen. James tager nu Katey med ud til bilen, hvor han prøver at få kysse med hende, men hun nægter, giver ham en lussing og går sin vej. Hun går tilbage til danseklubben, hvor Javier straks tilbyder at følge hende hjem. Hvad de ikke ved er at Kateys lillesøster og hendes veninde Lois har set dem, da de kom hjem til hotellet. 
Den næste dag overværer Katey en dansetime med den mandlige danseinstruktør, og da han ved at Katey har øvet sig i lokalet, spørger han hende om hun ikke skal deltage i den store dansekonkurrence, hvorefter de danser en smule. Katey tager en flyer og går hjemad. På vej mod poolen, kommer James og undskylder for hans opførsel og fortæller hende at Kateys søster så hende og Javier aftenen før og har fået ham fyret for upassende samvær med gæsterne. Katey konfronterer sin søster og går ud for at finde Javier. Han arbejder nu i en ophuggerforretning sammen med sin bror. Hun spørger nu om han vil danse med hende til konkurrencen, men han afslår. I mellemtiden bliver det tydeliggjort at Javiers bror er måske for aktiv i kampen mod Batista. 
Den næste dag venter Javier på Katey efter skole, hvor han fortæller at han gerne vil danse med hende, da det ville kunne give gode penge til hans familie, hvis de vinder. De lærer nu hinandens forskellige dansestile og Javier forsøger at lære hende "at føle musikken". Forholdet mellem dem blomstrer langsomt og snart er de indledende runder til dansekonkurrencen. De foregår juleaften på "The Palace", der ejes af Batista, og da Katey under aftensmaden får at vide at hele hendes familie er blevet inviteret til at overvære konkurrencen, bliver hun straks nervøs. Familien ankommer til "The Palace" og får vist et bord, hvorefter Katey hurtigt forsvinder for at mødes med Javier ude bagved inden de skal danse. Dansekonkurrencen går i gang og det lykkedes Katey og Javier at gå videre til finalen. Hjemme på hotellet igen er Kateys mor meget vred på Katey og hendes kærlighedsforhold til Javier, som blev afsløret under deres dans, da han ikke er én af dem. Katey bliver nu vred og fortæller, hvordan James ikke kunne holde hænderne fra hende, hvorefter hendes far bliver meget oprørt. Da Kateys mor derefter forlanger at hun ikke mødes med Javier mere, svarer Katey igen, hvorefter Kateys mor giver hende en lussing. Katey løber ud af hotelværelset og over til Javier, som ikke er hjemme, da han er ude og fejre aftenens succes. 
Da Katey senere vågner op på en sofa, sidder Javier og læser i en bog, og hun fortæller at hun har tænkt sig at blive på Cuba, hvis de vinder dansekonkurrencen, hos Javier, men Javier protestere og ønsker ikke at Kateys fremtid skal ødelægges pga. ham. Den næste dag, julemorgen, tager Katey hjem til sin familie, hvor hendes mor fortæller at hun ikke bifalde hendes og Javiers forhold, men at deres dans var absolut fantastisk. Da der nytårsaften er finalerunde på "The Palace" tager hele Kateys familie derhen for at støtte dem. Imens Katey og Javier er på dansegulvet, opdager Javier at hans bror og nogle andre aktivister er forklædt som tjenere, som pludselig tager pistoler frem og skyder. Konkurrencen bliver afbrudt, alle flygter fra stedet og Javier er nødt til at hjælpe sin bror med at gemme sig for politiet. Netop som Javier og hans bror taler om savnet for deres far, hører de at Batista er flygtet og at landet dermed er frit. Der udbryder nu fest i gaderne for at fejre det. 
Senere finder Javier Katey og tager hende med til stranden, hvor de har sex. Den næste dag fortæller Kateys forældre at familien vil flytte fra Cuba, da Castro, der nu overtager efter Batista, smider alle amerikanske firmaer ud, og at Katey har en sidste aften med Javier. De går nu på "La Rose Negra", hvor de dansede for første gang og at de for den aften er "Kongen og Dronningen af La Rosa Negra". Kateys familie er også i klubben for at se hende danse, og Katey fortæller at hun ikke ved om hun nogensinde vil se Javier igen, men at dette ikke vil være deres sidste dans.

## Filmmanuskriptets oprindelse
Filmen er baseret på et originalt filmmanuskript, skrevet af forfatter og NPR-vært Peter Sagal, som er inspireret af en virkelig oplevelse som produceren JoAnne Jansen havde, da hun levede i Cuba som 15-årig i perioden 1958-59. Sagal skrev manuskriptet, som han kaldte "Mit Cuba" om en ung amerikansk kvinde, som overværer den cubanske revolution og som har en romance med en ung cubansk revolutionær. Manuskriptet skulle være en seriøs politisk romantisk historie, der dokumenterede og fortalt, hvordan den cubanske revolution gik fra at være idealistisk til terror. 
Den var fremlagt i 1992 af Lawrence Bender, som blev kendt for sin produktion af Quentin Tarantinos Reservoir Dogs og Pulp Fiction. Filmmanuskriptet blev købt af et filmselskab, som krævede utallige omskrivninger før de valgte ikke at producere filmen alligevel. Et årti senere valgte Bender at lave en efterfølger til Dirty Dancing, og filmen blev meget løst omskrevet fra Sagals manuskript. Ikke en eneste linje fra Sagals originale filmmanuskript er med i den endelig film og Sagal har udtalt at det eneste politiske, som gennemsyrede hans originale filmmanuskript, er en scene, hvor nogle folk bliver dræbt.

## Medvirkende
- Romola Garai soms Katey Miller
- Diego Luna som Javier Suarez
- Sela Ward og John Slattery som Jeannie og Bert Miller, Katey og Susies forældre
- Mika Boorem som Susie Miller, Kateys søster
- Jonathan Jackson som James Phelps
- Patrick Swayze som danseinstruktør.
- Rene Lavan som Carlos Suarez, Javiers bror
- January Jones som Eve
- Mya Harrison som Lola Martinez
- Angelica Aragon som Javier Suarez' mor
- Marisol Padilla Sánchez som Yolanda

Natalie Portman og Ricky Martin var begge førstevalg til rollerne som Katey og Javier

## Soundtrack
1. "Dance Like This" – Wyclef Jean featuring Claudette Ortiz
2. "Dirty Dancing" – The Black Eyed Peas
3. "Guajira (I Love U 2 Much)" – Yerba Buena
4. "Can I Walk By" – Jazze Pha featuring Monica
5. "Satellite (From "Havana Nights")" – Santana featuring Jorge Moreno
6. "El Beso Del Final" – Christina Aguilera
7. "Represent, Cuba" – Orishas featuring Heather Headley
8. "Do You Only Wanna Dance" – Mýa
9. "You Send Me" – Shawn Kane
10. "El Estuche" – Aterciopelados
11. "Do You Only Wanna Dance" – Julio Daviel Big Band (fremført af Cucco Pena)
12. "Satellite (Spansk version) Nave Espacial (Fra "Havana Nights")" – Santana Featuring Jorge Moreno

## Eksterne Henvisninger
- Dirty Dancing: Havana Nights på Internet Movie Database (engelsk)
- Dirty Dancing: Havana Nights på Filmdatabasen
- Dirty Dancing: Havana Nights på Scope
- Dirty Dancing: Havana Nights i Svensk Filmdatabas (svensk)
- Dirty Dancing: Havana Nights på AlloCiné (fransk)
- Dirty Dancing: Havana Nights på MovieMeter (nederlandsk)
- Dirty Dancing: Havana Nights på AllMovie (engelsk)
- Dirty Dancing: Havana Nights hos American Film Institute (engelsk)
- Dirty Dancing: Havana Nights på Turner Classic Movies (engelsk)
- Dirty Dancing: Havana Nights på The Movie Database (engelsk)